# Real Club Náutico de Denia
El Real Club Náutico de Denia se sitúa en el municipio de Denia, en la provincia de Alicante, España. Cuenta con el distintivo de Bandera Azul desde 1994.

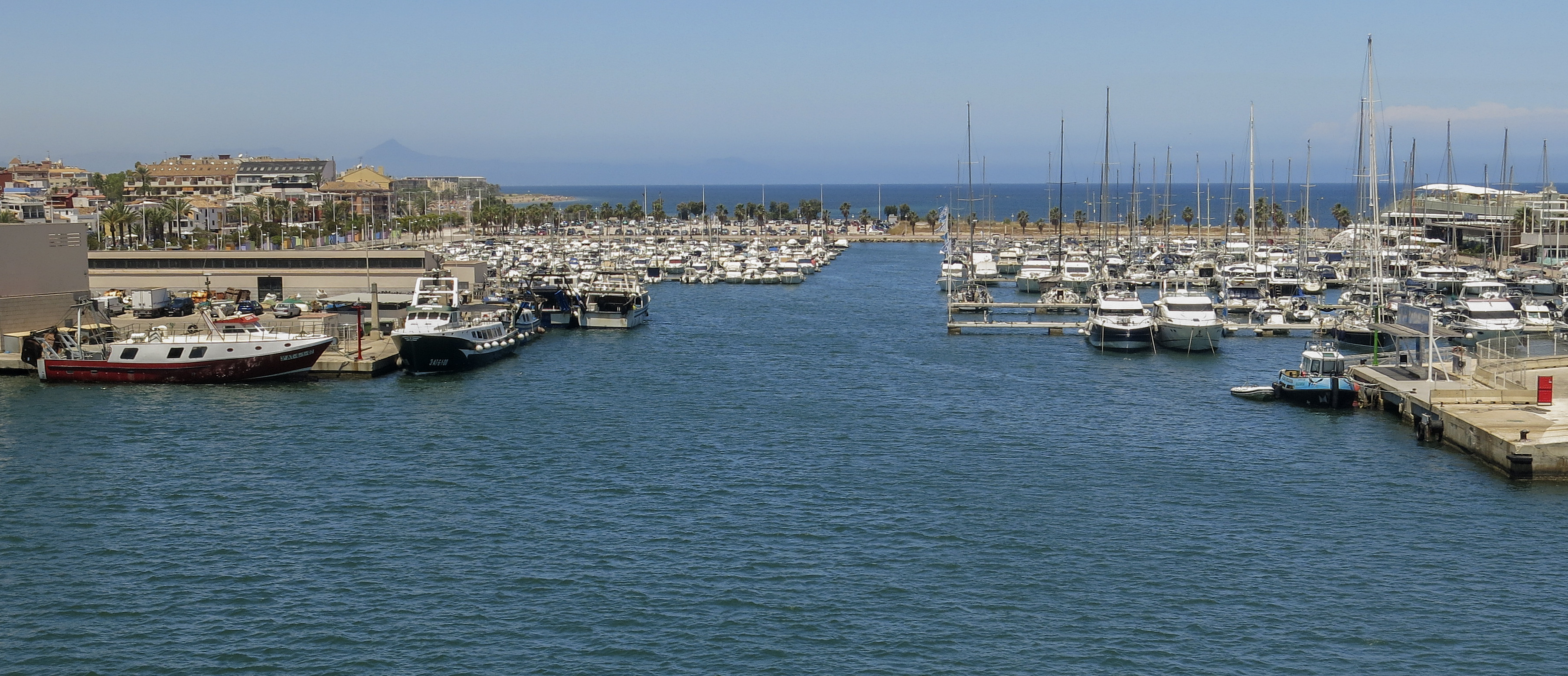
Real Club Náutico de Denia

## Instalaciones
Cuenta con 602 amarres deportivos, para una eslora máxima permitida de 20 metros, siendo su calado en bocana de 4 m. Ofrece servicio de combustible, agua, electricidad, travelift 64 Tn., grúa 1,5 Tn., duchas y aparcamiento.

### Superficies
- Superficie de agua: 17742 m²
- Superficie de amarres: 7497 m²
- Superficie de tierra: 4483 m², de los cuales 300 m² para edificio de capitanía, el resto aparcamiento.

### Distribución de atraques
- Zona pesquera: -Muelles: 332 m -Calado: 4,0-4,5 m
- Zona Comercial: -Muelles: 230 m -Calado: 6,0-6,5 m
- Amarres Deportivos de gestión directa: -Número de amarres: 501 Uds. -Eslora Máxima: 8 m -Calado: 2-3 m
- Amarres deportivos en concesión: -Número de amarres: 586 Uds. -Eslora máxima: 25 m -Calado: 2,0-4,5 m

### Tipología
No hay diques ya que se realiza en aguas interiores abrigadas.
El muelle es de tipología reflejante, en talud de escollera, y encima se ha colocado placa alveolar pretensada sobre pilas, con un intereje variable.
Los pantalanes son fijos, constituidos por pilas de hormigón en masa que sustentan placas alveolares pretensazas.

## Actividad deportiva
El 19 de noviembre de 2007, el RCND presentó un desafío a la Sociedad Náutica de Ginebra para competir con su equipo Ayre en la 33.ª edición de la Copa América de vela. Esto le convirtió en el cuarto club español de la historia que se inscribió en dicha competición, tras el Monte Real Club de Yates, el Real Club Náutico de Valencia, y el Club Náutico Español de Vela, aunque no llegó a competir.

## Distancias a puertos cercanos
- Club Náutico de Oliva 11 mn
- Club Náutico de Jávea 5 mn
- Club Náutico de Ibiza 48 mn